# Pseudothyastus andamanicus
Pseudothyastus andamanicus là một loài bọ cánh cứng trong họ Cerambycidae.